# Nyad (pel·lícula)
Nyad és una pel·lícula de drama esportiu estatunidenca del 2023 sobre els múltiples intents de la nedadora Diana Nyad a principis de la dècada del 2010 de nedar l'estret de Florida, amb salts enrere a episodis anteriors de la seva vida. És dirigida per Elizabeth Chai Vasarhelyi i Jimmy Chin (en el seu debut com a director de llargmetratges narratius) i escrita per Julia Cox, basada en les memòries de la mateixa Nyad Find a Way (2015). És protagonitzada per Annette Bening com a Nyad, amb Jodie Foster i Rhys Ifans en papers secundaris. S'ha subtitulat al català.
Es va projectar per primer cop al 50è Festival de Cinema de Telluride l'1 de setembre de 2023. Després de la seva estrena al Festival Internacional de Cinema de Toronto, es va estrenar en una selecció de cinemes el 20 d'octubre de 2023 i després es va incorporar al catàleg de Netflix el 3 de novembre. Nyad va rebre crítiques positives, amb elogis particulars per les interpretacions de Bening i Foster. Totes dues actrius van ser nominades a la millor actriu i a la millor actriu secundària, respectivament, als 96ns Premis Oscar, als 29ns Premis de la Crítica Cinematogràfica, als 81ns Globus d'Or i als 30ns Premis del Sindicat d'Actors de Cinema.